# تتراهيدروحرمين
تتراهيدروحرمين (يختصر THH بالإنجليزية) هو عبارة عن مركب شبه قلوي إندولي فلوري، يتواجد  هذا المركب في نوع من أنواع النبات المتسلق الإستوائي والذي يدعى  نبات بانيستيريوبسيس كابي (الإسم العلمي : Banisteriopsis caapi)  يثبط التتراهيدروحرمين (THH) استرداد السيروتونين، ولكن فعاليته لذلك تعتبر ضعيفة.
التتراهيدروحرمين (THH) نفسه لا يثبط عمل أوكسيديز أحادي الأمين. ومع ذلك، فإن مركبات أشباه قلويات الحرمل الأخرى في نبتة بانيستيريوبسيس كابي (الإسم العلمي : B. caapi)، مثل الحرمين و الحرملين، هي مثبطات عكسية لأكسيداز أحادي الأمين (MAO). على الرغم من أن  التتراهيدروحرمين (THH) قد لا يلعب دورًا مهمًا في تثبيط أكسيداز أحادي الأمين (MAO)، إلا أنه قد يساهم في حدوث التأثيرات النفسية كمثبط لإسترداد السيروتونين.